# Psychotria pallida
Psychotria pallida är en måreväxtart som beskrevs av Theodoric Valeton. Psychotria pallida ingår i släktet Psychotria och familjen måreväxter. Inga underarter finns listade i Catalogue of Life.